# Lestnica (gmina Rzeczenica)
Lestnica – osada  w Polsce położona w województwie pomorskim, w powiecie człuchowskim, w gminie Rzeczenica. 
Osada położona pośród lasu na północ od Rzeczenicy, wchodzi w skład sołectwa Rzeczenica.
W latach 1975–1998 miejscowość administracyjnie należała do województwa słupskiego.